# みみずくは黄昏に飛びたつ
『みみずくは黄昏に飛びたつ』（みみずくはたそがれにとびたつ）は、川上未映子が村上春樹に対して行ったインタビューをまとめた書籍。

## 概要
2017年4月27日、新潮社より刊行された。また同日、電子書籍として配信開始された。正式の書籍のタイトルは『みみずくは黄昏に飛びたつ　川上未映子訊く／村上春樹語る』。表紙に「Haruki Murakami A Long, Long Interview by Mieko Kawakami」という英題が記されている。
本書冒頭の「はじめに」で川上はこう述べる。「大切なのはうんと時間をかけること、そして『今がその時』を見極めること。村上さんはくりかえしそれを伝えてくれたように思う。ミネルヴァの梟がそうであるように、物語の中のみみずくが飛びたつのはいつだって黄昏、その時なのだ」
川上が引用した言葉は、ゲオルク・ヴィルヘルム・フリードリヒ・ヘーゲルの『法の哲学』の序文の言葉（"die Eule der Minerva beginnt erst mit der einbrechenden Dämmerung ihren Flug."）から来ている。

## 内容
第一章　優れたパーカッショニストは、一番大事な音を叩かない
2015年7月9日、港区西麻布、「Rainy Day Bookstore & Cafe」にて収録。『MONKEY』Vol.7（2015年10月15日発行）に掲載された。
村上は1995年9月9日に神戸市元町の会館で、9月10日に芦屋大学で朗読会を行った。当時書店員だった川上は2日とも朗読会に参加しており、その時の思い出話から始まる。
第二章　地下二階で起きていること
2017年1月11日、新宿区矢来町、新潮社クラブにて収録。
『騎士団長殺し』に登場する騎士団長について村上はこう述べる。「僕はただそれを『イデア』と名づけただけで、本当のイデアというか、プラトンのイデアとは無関係です。ただイデアという言葉を借りただけ。言葉の響きが好きだったから。だいたい騎士団長が『あたしはイデアだ』と自ら名乗っただけのことですよね。彼が本物のイデアかどうか、そんなことは誰にもわからない」
第三章　眠れない夜は、太った郵便配達人と同じくらい珍しい
2017年1月25日、中野区上鷺宮、三岸アトリエにて収録。
川上は村上の作品に関して次のような読み方があることを指摘する。「女性というのものが巫女的に扱われる、巫女的な役割を担わされている」「物語とか、男性とか、そういったものに対しては、ものすごく惜しみなく注がれている想像力が、女の人との関係においては発揮されていない。女の人は、女の人自体として存在できない」「男性が無意識の世界の中で戦い、現実の世界で戦うのは女性になっています。例えば『ねじまき鳥』では、生命維持装置のプラグを抜いて現実の綿谷昇を殺す、手を下して裁かれるのはクミコです。『1Q84』でも、リーダーを現実に殺すのは青豆なんですよね。（中略） あえてフェミニズム的に読むとしたら、『そうか、今回もまた女性が男性の自己実現のために、血を流して犠牲になるのか』というような感じでしょうか」
第四章　たとえ紙がなくなっても、人は語り継ぐ
2017年2月2日、神奈川県大磯町、村上春樹自邸にて収録。
『騎士団長殺し』の執筆期間が語られる。2015年7月末から書き始め、第1稿を書き上げたのは2016年5月7日。同年9月12日に第5稿が完成し編集者にデータを渡す。11月15日の第6稿を経てそこから正式のゲラになったという。